# Crambus alienellus
Crambus alienellus là một loài bướm đêm thuộc họ Crambidae. Nó được tìm thấy ở miền bắc và Trung Âu, Ussuri, Trung Á và Daghestan. Subspecies Crambus alienellus labradoriensis is được tìm thấy ở Canada.
Sải cánh dài 18–22 mm.

## Phụ loài
- Crambus alienellus alienellus
- Crambus alienellus labradoriensis (Canada)
- Crambus alienellus dissectus